# ویلیام (کشتی ۱۷۷۰)
ویلیام (کشتی ۱۷۷۰) (به انگلیسی: William (1770 ship)) یک کشتی است. این کشتی در سال ۱۷۷۰ ساخته شد.